# Qiblih

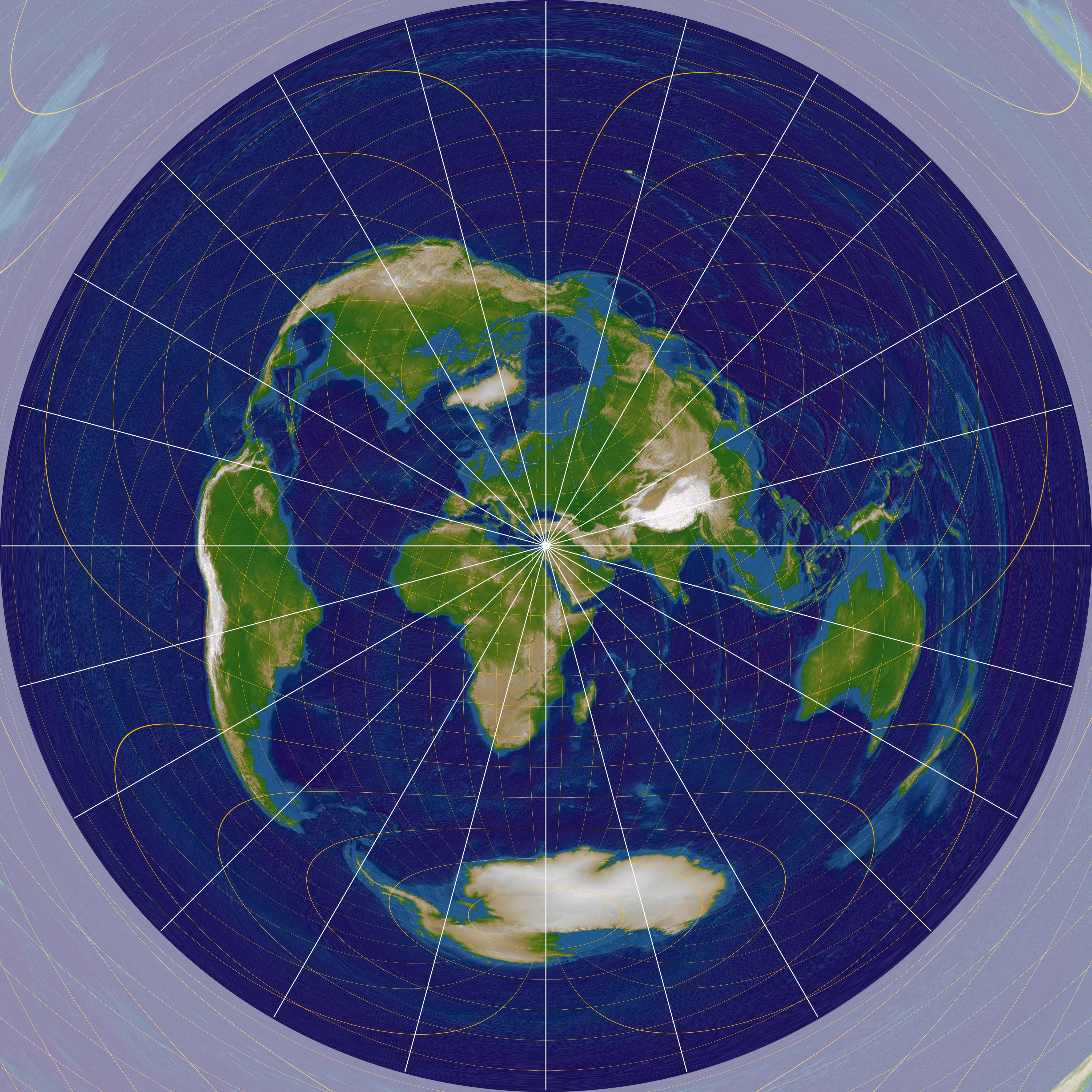
Qiblih

Na Fé Bahá'í, o Qiblih refere-se a localização para onde os Bahá'ís se orientam para realizar suas orações obrigatórias, e está fixado no Santuário de Bahá'u'lláh, próximo a Acre, Israel.
Este conceito existe também em outras religiões. Os judeus se voltam ao Templo de Jerusalém. Os muçulmanos para Kaaba em Meca, para o ponto focal chamado quibla
Os Bahá'ís não adoram o Santuário ou seu conteúdo; o Qiblih é simplesmente um ponto focal para as orações obrigatórias. Quando é praticada a oração obrigatória, os membros da Fé Bahá'í se volvem em direção ao Qiblih. É fixado como requerimento para a recitação da oração, mas para todas as outras orações e devoções que se pode praticar, segue-se a instrução:"Para onde quer que se volva, lá está a face de Deus."